# Équipe de Belgique de football en 1937
Maillots
Chronologie
Saison précédente Saison suivante
L'équipe de Belgique de football avait manifestement la cote en 1937 car ce ne sont pas moins de quatre internationaux belges qui furent sélectionnés pour la rencontre opposant l'Europe occidentale à l'Europe centrale (1-3) sur la pelouse olympique d'Amsterdam, devant 60 000 personnes, le 20 juin 1937. Raymond Braine, Robert Paverick et Stanley Van Den Eynde débutèrent le match et Constant Joacim suppléa Paverick en seconde mi-temps à cette époque où, les compétitions interclubs européennes officielles n'existant pas encore, la Coupe du monde n'en étant qu'à ses premiers balbutiements et le Championnat d'Europe n'étant pas encore né, rien n'était plus prestigieux que ces oppositions supranationales.
Il faut dire qu'avec les trois premiers cités et Bernard Voorhoof, qui est encore toujours l'un des meilleurs buteurs belges de tous les temps et qui allait devenir l'année suivante recordman de sélections, dépassant l'emblématique Armand Swartenbroeks, la Belgique disposait de quatre éléments de classe mondiale.
Tout cela n'allait pas empêcher, paradoxalement, les Diables Rouges de présenter une pâle copie en fin de saison avec seulement deux victoires en sept rencontres.

## Résumé de la saison
L'année démarre pourtant bien avec une victoire (3-1) face à la France à domicile alors que la Belgique ne s'était plus imposée face aux Bleus en cinq ans (!) depuis le 1er mai 1932.
C'est dans un Bosuil agrandi, rempli de 48 000 spectateurs et en présence du Premier ministre Paul Van Zeeland, que les Belges défont ensuite les Pays-Bas (2-1) début avril alors que, là aussi, la dernière victoire datait déjà quelque peu, du 7 mai 1933 soit quatre ans (!) auparavant pour être précis.
Au cours du mois qui suit, par contre, la Belgique va connaître trois défaites consécutives.
Ainsi que le publie La Vie Sportive (revue de la fédération) par le biais d'un dessin, « Après avoir battu les Français, les Hollandais et les Anglais, les Diables Rouges se considèrent vraiment [selon les dires de Jules César] comme les plus braves de la Gaule » et toute la Belgique espère, attend, anticipe la victoire qui la fuit, tout comme contre la France et les Pays-Bas, depuis six ans (!) déjà, et le (2-1) du 6 décembre 1931. Cependant, la Nati allait s'avérer un morceau trop dur à croquer et les Belges s'inclinent à domicile (1-2) face à une formation qui à l'époque faisait figure d'épouvantail. Quart-de-finalistes en 1934, les Suisses rencontrent, au premier tour de la phase finale de la Coupe du monde 1938, l'équipe du Troisième Reich, qui a annexé l'Autriche trois mois plus tôt. Le match se termine par une égalité (1-1) et il est rejoué cinq jours plus tard. La deuxième rencontre reste comme l'une des plus remarquables de l'histoire du football suisse. L'équipe du Reich, qui est en fait une fusion des deux demi-finalistes de 1934, l'Allemagne et l'Autriche, est considérée comme la favorite du tournoi. Elle mène (2-0) à la 40e minute, mais perd finalement sur le score de (2-4).
Une équipe allemande que la Belgique, elle, n'avait plus battue depuis vingt ans et ne vaincrait pas en match officiel avant vingt nouvelles années, en 1954 précisément, et qui s'impose dès lors assez logiquement (1-0), le 25 avril, sur un score nettement plus raisonnable il est vrai que lors des trois précédentes rencontres qui présentent une différence de buts cumulée à l'avantage des Allemands de (19-4) (!).
Le match retour face aux Pays-Bas, à Rotterdam dans le stade de Feyenoord, s'achève sur une nouvelle déconvenue, toutefois sur le plus petit écart (1-0).
Début juin, en baisser de rideau de la saison, l'équipe belge se déplace en Europe de l'Est pour y affronter deux nations distinctes pour la première fois de son histoire en l'espace de quatre jours, la Yougoslavie à Belgrade et la Roumanie à Bucarest, avec des résultats mitigés, respectivement un partage (1-1) et une défaite (2-1).

## Les matchs
| Match amical                                                     | Belgique                                            | 3 - 1   | France  | Stade du Centenaire Laeken, Belgique          |                                               |
| 21 février 1937 · 14:30 heure locale · Historique des rencontres | R. Braine 43e · Ceuleers 65e · S. Van Den Eynde 78e | (1 – 1) | Rio 12e | Spectateurs : 37 668 Arbitrage : Hans Boekman | Spectateurs : 37 668 Arbitrage : Hans Boekman |
| 21 février 1937 · 14:30 heure locale · Historique des rencontres | Rapport                                             |         |         | Spectateurs : 37 668 Arbitrage : Hans Boekman | Spectateurs : 37 668 Arbitrage : Hans Boekman |

| Match amical                                                  | Belgique                  | 2 - 1   | Pays-Bas | Bosuilstadion Deurne, Belgique                         |                                                        |
| 4 avril 1937 · 15:00 heure locale · Historique des rencontres | Ceuleers 1re · Fievez 75e | (1 – 1) | Wels 40e | Spectateurs : 47 883 Arbitrage : Henry Norman Mee (hu) | Spectateurs : 47 883 Arbitrage : Henry Norman Mee (hu) |
| 4 avril 1937 · 15:00 heure locale · Historique des rencontres | Rapport                   |         |          | Spectateurs : 47 883 Arbitrage : Henry Norman Mee (hu) | Spectateurs : 47 883 Arbitrage : Henry Norman Mee (hu) |

| Match amical                                                   | Belgique     | 1 - 2   | Suisse                       | Stade du Centenaire Laeken, Belgique              |                                                   |
| 18 avril 1937 · 15:00 heure locale · Historique des rencontres | Voorhoof 74e | (0 – 1) | M. Abegglen 11e · Bickel 48e | Spectateurs : 14 304 Arbitrage : William Hamilton | Spectateurs : 14 304 Arbitrage : William Hamilton |
| 18 avril 1937 · 15:00 heure locale · Historique des rencontres | Rapport      |         |                              | Spectateurs : 14 304 Arbitrage : William Hamilton | Spectateurs : 14 304 Arbitrage : William Hamilton |

| Match amical                                                   | Allemagne   | 1 - 0   | Belgique | Hindenburg-Kampfbahn (en) Hanovre, Allemagne         |                                                      |
| 25 avril 1937 · 16:00 heure locale · Historique des rencontres | Hohmann 17e | (1 – 0) |          | Spectateurs : 60 000 Arbitrage : Arthur James Jewell | Spectateurs : 60 000 Arbitrage : Arthur James Jewell |
| 25 avril 1937 · 16:00 heure locale · Historique des rencontres | Rapport     |         |          | Spectateurs : 60 000 Arbitrage : Arthur James Jewell | Spectateurs : 60 000 Arbitrage : Arthur James Jewell |

| Match amical                                                | Pays-Bas  | 1 - 0   | Belgique | Stade de Feyenoord Rotterdam, Pays-Bas          |                                                 |
| 2 mai 1937 · 14:30 heure locale · Historique des rencontres | Vente 24e | (1 – 0) |          | Spectateurs : 60 000 Arbitrage : Charles Argent | Spectateurs : 60 000 Arbitrage : Charles Argent |
| 2 mai 1937 · 14:30 heure locale · Historique des rencontres | Rapport   |         |          | Spectateurs : 60 000 Arbitrage : Charles Argent | Spectateurs : 60 000 Arbitrage : Charles Argent |

| Match amical                                                 | Yougoslavie | 1 - 1   | Belgique    | Stade du Belgrade SK (pl) Belgrade, Yougoslavie     |                                                     |
| 6 juin 1937 · 17:00 heure locale · Historique des rencontres | Lešnik 34e  | (1 – 0) | Capelle 52e | Spectateurs : 15 000 Arbitrage : Rinaldo Barlassina | Spectateurs : 15 000 Arbitrage : Rinaldo Barlassina |
| 6 juin 1937 · 17:00 heure locale · Historique des rencontres | Rapport     |         |             | Spectateurs : 15 000 Arbitrage : Rinaldo Barlassina | Spectateurs : 15 000 Arbitrage : Rinaldo Barlassina |

Note : Première rencontre officielle entre les deux nations.
| Match amical                                                  | Roumanie               | 2 - 1   | Belgique     | Stadionul Regele Carol II Bucarest, Roumanie    |                                                 |
| 10 juin 1937 · 17:30 heure locale · Historique des rencontres | Barátky 34e 79e (pen.) | (1 – 0) | Voorhoof 87e | Spectateurs : 30 000 Arbitrage : Augustin Krist | Spectateurs : 30 000 Arbitrage : Augustin Krist |
| 10 juin 1937 · 17:30 heure locale · Historique des rencontres | Rapport                |         |              | Spectateurs : 30 000 Arbitrage : Augustin Krist | Spectateurs : 30 000 Arbitrage : Augustin Krist |

Note : Première rencontre officielle entre les deux nations.

## Les joueurs
| Joueurs               | Joueurs                   | Amical | Amical | Amical | Amical | Amical | Amical | Amical |
| --------------------- | ------------------------- | ------ | ------ | ------ | ------ | ------ | ------ | ------ |
| Gardiens de but       |                           |        |        |        |        |        |        |        |
| Robert Braet          | RCS Brugeois              | 90     | 90     | 90     |        |        |        |        |
| Arnold Badjou         | Daring Club de Bruxelles  |        |        |        | 90     | 90     | 90     | 90     |
| Défenseurs            |                           |        |        |        |        |        |        |        |
| Robert Paverick       | Royal Antwerp FC          | 90     | 90     | 90     | 90     | 90     | 90     | 90     |
| Constant Joacim       | Olympic Club de Charleroi | 90     | 90     | 90     | 90     | 90     | 90     | 90     |
| Milieux               |                           |        |        |        |        |        |        |        |
| Pierre Dalem          | Standard de Liège         | 90     | 90     | 90     | 90     | 90     | 90     | 90     |
| Émile Stijnen         | Olympic Club de Charleroi | 90     | 90     | 90     | 90     | 90     | 90     | 90     |
| Alphonse De Winter    | R Beerschot AC            | 90     | 90     | 90     | 90     | 90     | 90     | 90     |
| Léon Torfs            | Daring Club de Bruxelles  | 90     |        |        |        |        |        |        |
| Attaquants            |                           |        |        |        |        |        |        |        |
| Arthur Ceuleers       | R Beerschot AC            | 90 ,   | 90     | 90     |        |        |        |        |
| Bernard Voorhoof      | K Liersche SK             | 90     | 90     | 90     |        | 90     | 90     | 90     |
| Raymond Braine        | R Beerschot AC            | 90     | 90     | 90     | 90     | 90     | 90     | 90     |
| Stanley Van Den Eynde | R Beerschot AC            | 90     |        | 90     | 90     | 90     | 90     | 90     |
| Jean Fievez           | R White Star AC           |        | 90     |        |        |        |        |        |
| Fernand Buyle         | Daring Club de Bruxelles  |        | 90     | 90     | 90     | 90     | 90     | 90     |
| Robert Lamoot         | Daring Club de Bruxelles  |        |        |        | 90     |        |        |        |
| Henri Isemborghs      | R Beerschot AC            |        |        |        | 90     |        |        |        |
| Jean Capelle          | Standard de Liège         |        |        |        |        | 90     | 90     | 90     |

1. 1 2  Dernière sélection officielle pour le joueur.
2. 1 2  Première sélection officielle pour le joueur.
3. ↑  Premier but officiel pour le joueur.

## Sources